# Cacicus cela
Cacicus cela, conhecido vulgarmente como xexéu, japi, japim, japiim, baguá, bom-é e joão-conguinho, é uma ave passeriforme da família Icteridae, pertencente à tribo Icterini. Ocorre na maior parte do norte da América do Sul, desde o Panamá e Trinidad até o Peru, Bolívia e a região central do Brasil.

## Etimologia
"Xexéu" é oriundo do tupi xe'xéu. "Japi", "japim" e "japiim" são oriundos do tupi ya'pi. "Baguá" vem do tupi ipa gwá, "morador em brejo". O nome "xexéu" foi selecionado como nome vernáculo técnico para a espécie pelo Comitê Brasileiro de Registros Ornitológicos.

## Características
O macho de xexéu mede aproximadamente 28 cm de comprimento e pesa cerca de 104 gramas, enquanto a fêmea atinge 23 cm e cerca de 60 gramas. No macho, a plumagem é essencialmente negra, à exceção do amarelo-vivo das asas, do uropígio e da parte inferior da cauda. Tanto na fêmea quanto nos juvenis, o preto é substituído pelo fuligem. O bico é branco, tendo um tom arroxeado na base; a íris é azulada.

## Distribuição ehabitat
Comum em bordas de matas, também podem ser encontrados em cerrados e florestas de galerias. Há três subespécies:
- Cacicus cela cela (Linnaeus, 1758) – encontrada ao leste dos Andes, desde a região de Santa Marta, na Colômbia, até o centro da Bolívia e leste do Brasil;
- Cacicus cela vitellinus (Lawrence, 1864) – encontrado desde a Zona do Canal do Panamá até Sierra Nevada de Santa Marta e o vale do Rio Magdalena, na Colômbia;
- Cacicus cela flavicrissus (P. L. Sclater, 1860) – encontrada no extremo-leste dos Andes, desde a província de Esmeraldas, no Equador, até Tumbes, no Peru.